# Рен-Грабфельд
Рен-Грабфельд (нім. Rhön-Grabfeld) — район у Німеччині, у складі округу Нижня Франконія федеральної землі Баварія. Адміністративний центр — місто Бад-Нойштадт.

## Населення
Населення району становить 79 510 осіб (станом на 31 грудня 2020).

## Адміністративний поділ
Район складається з 6 міст (нім. Städte), 3 торговельних громад (нім. Märkte) та 28 громад (нім. Gemeinden):
| Міста 1. Бад-Кенігсгофен (6045) 2. Бад-Нойштадт (15261) 3. Бішофсгайм (4783) 4. Мельріхштадт (5504) 5. Остгайм (3290) 6. Фладунген (2203) Об'єднання громад 1. Бад-Кенігсгофен (торговельна громада Траппштадт, громади Аубштадт, Гросбардорф, Гербштадт, Гехгайм, Зульцдорф та Зульцфельд) 2. Бад-Нойштадт (громади Бурглауер, Гоенрот, Нідерлауер, Редельмаїр, Зальц, Шенау та Штралунген) 3. Гойстрой (громади Гойстрой, Гольштадт, Унслебен та Вольбах) 4. Зааль (торговельна громада Зааль, громади Гросайбштадт та Вюльферсгаузен) 5. Мельріхштадт (місто Мельріхштадт, громади Гендунген, Оберстрой та Штокгайм) 6. Остгайм (місто Остгайм-ф.д.Рен, громади Зондгайм та Вільмарс) 7. Фладунген (місто Фладунген, громади Гаузен та Нордгайм) | Торговельні громади 1. Зааль (1517) 2. Оберельсбах (2646) 3. Траппштадт (934) Громади 1. Аубштадт (709) 2. Бастгайм (2106) 3. Бурглауер (1748) 4. Вільмарс (565) 5. Вольбах (1406) 6. Вюльферсгаузен (1501) 7. Гаузен (674) 8. Гендунген (862) 9. Гербштадт (589) 10. Гехгайм (1072) 11. Гоенрот (3618) 12. Гойстрой (1288) 13. Гольштадт (1421) 14. Гросайбштадт (1070) 15. Гросбардорф (912) 16. Зальц (2309) 17. Зандберг (2400) 18. Зондгайм-фор-дер-Рен (929) 19. Зульцдорф-ан-дер-Ледерекке (1093) 20. Зульцфельд (1702) 21. Нідерлауер (1671) 22. Нордгайм-фор-дер-Рен (1084) 23. Оберстрой (1488) 24. Редельмаєр (972) 25. Унслебен (926) 26. Шенау-ан-дер-Бренд (1204) 27. Штокгайм (1064) 28. Штралунген (944) |

Дані про населення наведені станом на 31 грудня 2020.